# Umatilla (Oregon)
Umatilla è una città degli Stati Uniti d'America situata nell'Oregon, nella Contea di Umatilla.